# Kokoszka (Włocławek)
Kokoszka – osiedle włocławskie, znajdujące się w dzielnicy Południe. Na północy graniczy ze Słodowem, na południu - z Bularką. Wschodnią granicę wytycza linią kolejową nr 18 i znajdujący się pod nim tunel. Na zachodzie graniczy ze Świechem i Kapitułką.

## Historia
W monografii Włocławka z 1933 roku ks. Michał Morawski podaje, że dzielnica wywodzi swoją nazwę od przydomku XVI-wiecznego mieszczanina włocławskiego Wojciecha Canthelbergha Kokoszki, Burmistrza Rady Miasta w 1565 roku. Jednak w tej samej pracy wymienia, że pierwsza wzmianka nt. przedmieścia pochodzi z 1430 roku.
Ogrody Kokoszki zostały nadane miastu jako przedmieście przywilejem biskupa Stanisława Karnkowskiego z 1577 r. Do miasta przyłączono też wtedy ogrody w okolicach młyna Słodowo i połowę wójtostwa, tzw. Papieżkę.
Na początku XX wieku Kokoszka stanowiła dzielnicę peryferyjną o wiejskiej zabudowie. Ulice długo pozostawały nieoświetlone i pokryte brukiem. Pomimo to swoje usługi oferowali tu liczni rzemieślnicy i handlarze. W okresie międzywojennym stanowiła już integralną część miasta. W latach 80. i 90. miała miejsca modernizacja urbanistyczna ulic, związana z ogólną rozbudową dzielnicy Południe. Zlikwidowano większość istniejących tu domów parterów, w miejsce których pobudowano bloki mieszkalne.
To między innymi z myślą o mieszkańcach Kokoszki erygowano w 1922 r. Parafię św. Stanisława. Jednakże Kościół powstał przy ul. Wiejskiej, znajdującej się na dawnym osiedlu Bularka.

### Koszary
W latach 1911–1920 na rogu ulicy Kapitulnej i Długiej wzniesiono koszary konne, pierwotnie na potrzeby Armii Imperium Rosyjskiego. Stanowiły je 3 budynki koszarowe oraz stajnia, wykorzystywana później jako garaż. W latach 20. XX wieku stacjonował tu Szwadron Zapasowy 2 Pułku Szwoleżerów Rokitiańskich. W okresie PRL stacjonował tu 3 Pułk Drogowo-Mostowy. Mieściła się tutaj Szkoła Pułkowa, w której szkolono podoficerów specjalistów, kutrzystów, minierów, obsługę samobieżnych środków desantowo-przeprawowych, dowódców drużyn i kierowców. Znajdował się tu poligon z parkiem pontonowo-przeprawowy. Ostatnią stacjonującą we Włocławku jednostkę przeniesiono w 2002 r. do Chełmna. Budynki koszarowe rozebrano na początku 2006 r. W jednym z budynków urządzono wówczas Sąd Pracy, zaś pozostałą część terenu przejął prywatny właściciel. Dopiero w latach 2018-2020 r. zbudowano tu Centrum Handlowe Park Kujawia.

### Łaźnia miejska

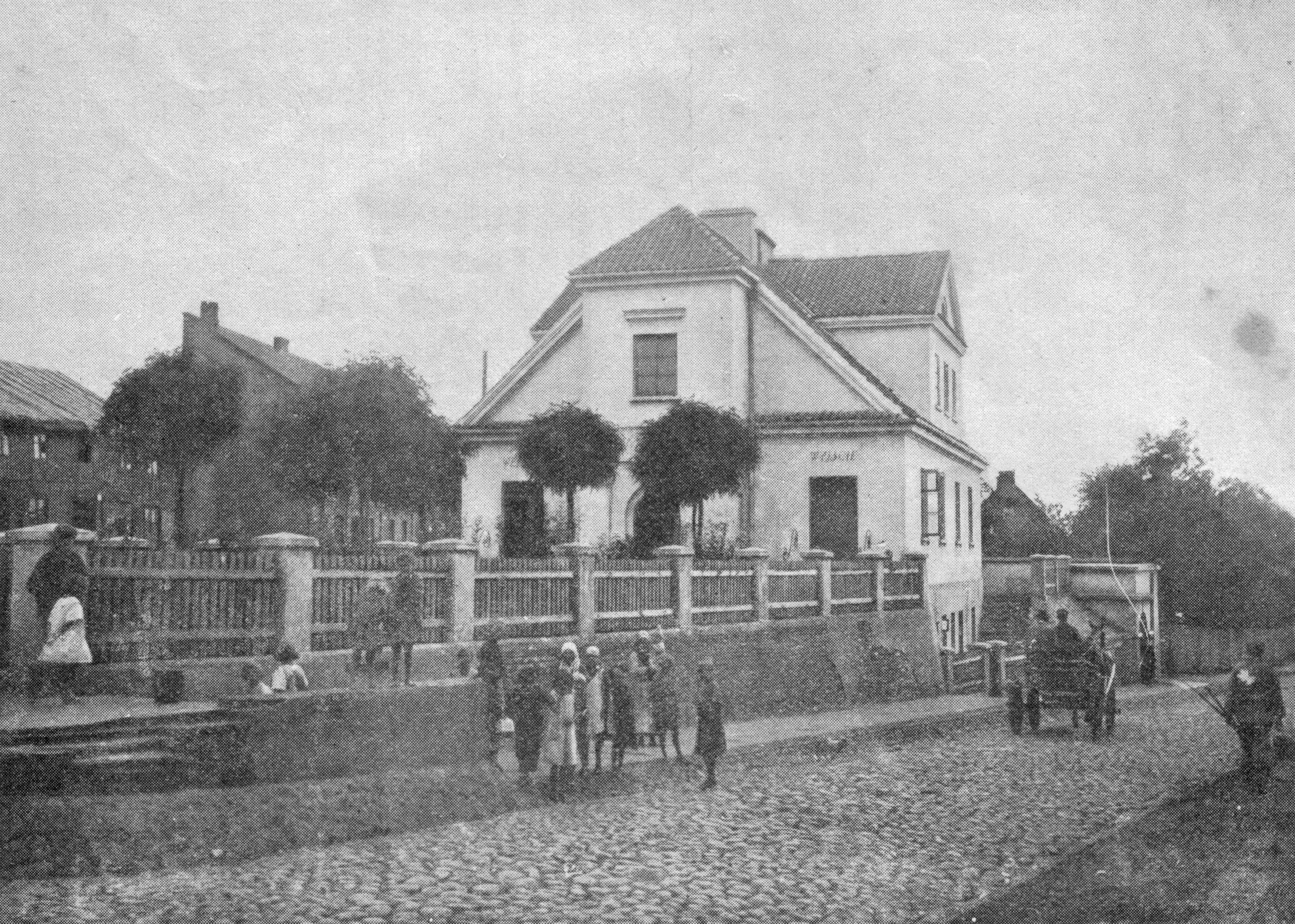
Nieistniejąca już Łaźnia Miejska przy ul. Kapitulnej 18

3 grudnia 1923 r. otworzono przy ul. Kapitulnej 18 łaźnię miejską nr 1. Budynek zaprojektował Władysław Kwapiszewski. Była to druga publiczna łaźnia we Włocławku i odpowiadała przede wszystkim na potrzeby mieszkańców Kokoszki. Była przystosowana do walki z epidemiami. Wzniósł ją Magistrat Miasta we współpracy z Nadzwyczajnym Komisariatem do walki z epidemiami, który pozyskał na ten cel milion marek z funduszu Ligi Narodów. Pomysł otwarcia nowej łaźni pojawił się już w 1921 r., ale wówczas nie udało się zebrać w tym celu dostatecznych funduszy. Naczelny Komisariat do walki z epidemiami, będący wówczas w likwidacji, zaofiarował na ten cel 500 tys. marek. Miasto nie przyjęło oferty, ponieważ nie posiadało jeszcze placu pod budowę. Budowę rozpoczęto w lipcu 1922 r., ale była ona kilkukrotnie przerywana, m.in. z powodu strajku zatrudnionych przy niej robotników.
Łaźnia posiadała dwie poczekalnie, rozbieralnie, kamerę dezynfekcyjną, salę natryskową z dziesięcioma natryskami, ubieralnię i tzw. parówkę (łaźnię parową). W sutenerze znajdowały się trzy wanny i kotłownia. W 1929 r. dokonano jej remontu, w ramach którego m.in. zainstalowano tu nową instalację elektryczną, nowy motor, trzy wanny, osiem natrysków i parówkę. Instytucja zatrudniała kasjera, palacza (Szczepana Daszkowskiego), kąpielowego i kąpielową. Kąpielowy i Palacz mieszkali na piętrze domu. Wodę na potrzeby łaźni czerpano ze studni artezyjskiej.
W okresie międzywojennym łaźnia była otwarta w czwartki i piątki w godzinach od 14 do 20 oraz w soboty od 14 do 22. Ceny za usługi wynosiły: między 60 gr a 1,20 zł za kąpiel w wannie, 25-30 gr za kąpiel pod natryskiem (15 gr dla młodzieży szkolnej), 30 gr za wypożyczenie prześcieradeł i 20 gr za wypożyczenie ręcznika. Niektórzy mieszkańcy otrzymywali karnety uprawniające do bezpłatnego skorzystania z łaźni. W 1923 r. z jej usług skorzystało bezpłatnie 3666 osób, w tym 752 Żydów. W latach 1931–1934 prowadził ją Szczepan Daszkowski (1887-1958) w ramach umowy z miastem.
W okresie okupacji łaźnia, tak jak wszystkie we Włocławku, była nieczynna. Po zakończeniu wojny, uruchomiono w 1945 r. tymczasową łaźnię przy ul. Kapitulnej 9. Pierwotną łaźnię otworzono na powrót 23 sierpnia 1946 r. W tym czasie funkcjonowała w piątki (dla kobiet) i soboty (dla mężczyzn) od 12 do 18, a jej cennik wynosił 10 zł za kąpiel pod natryskiem i 25 zł za kąpiel w wannie. Funkcjonowała ona do schyłku okresu PRL-u, jako własność Rejonowego Przedsiębiorstwa Gospodarki Komunalnej (obecnie Saniko). Budynek zburzono w 2013 r. na potrzeby poszerzenia i przebudowy ul. Kapitulnej.

## Architektura współczesna

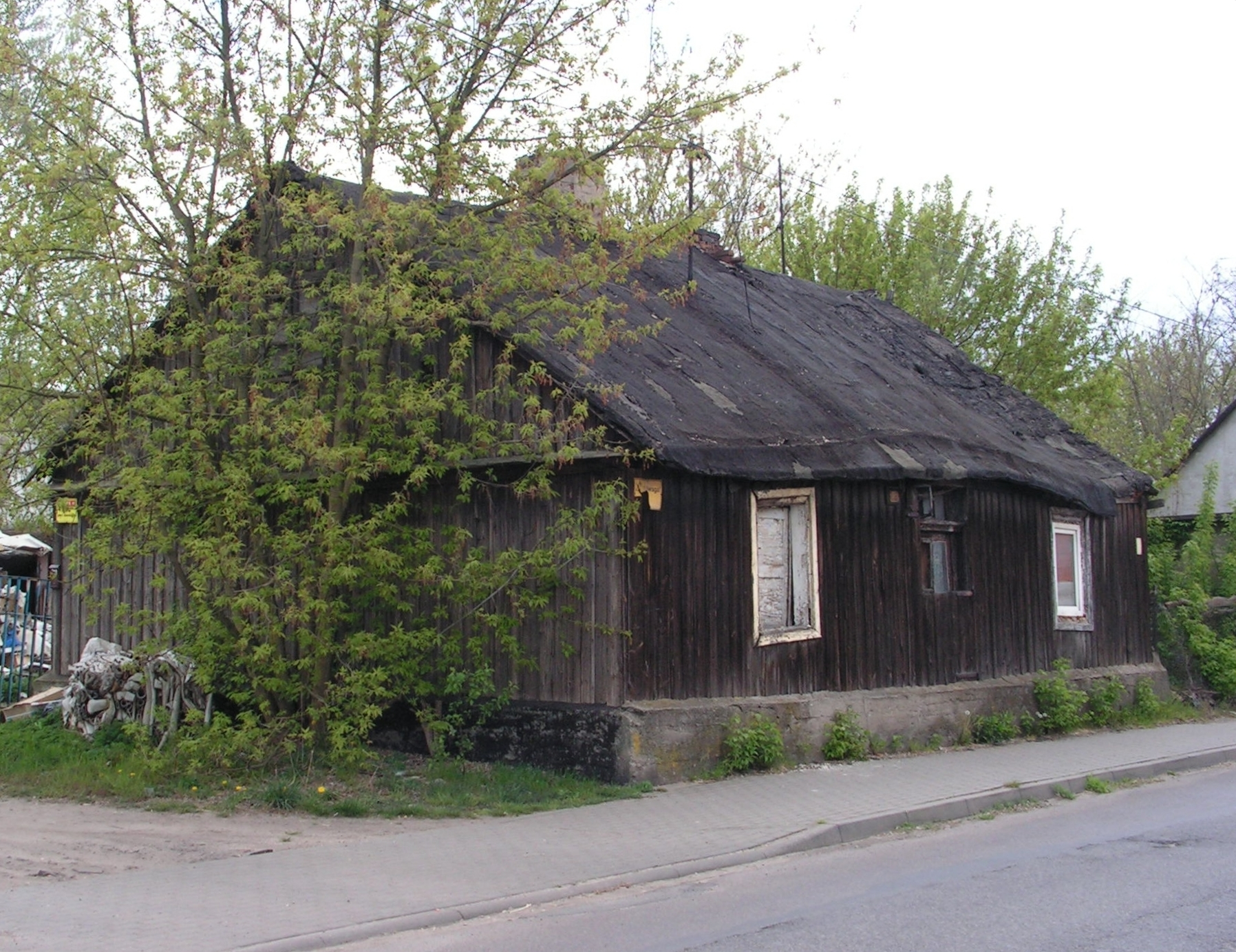
Drewniany dom z końca XIX w. przy ul. Chłodnej 48

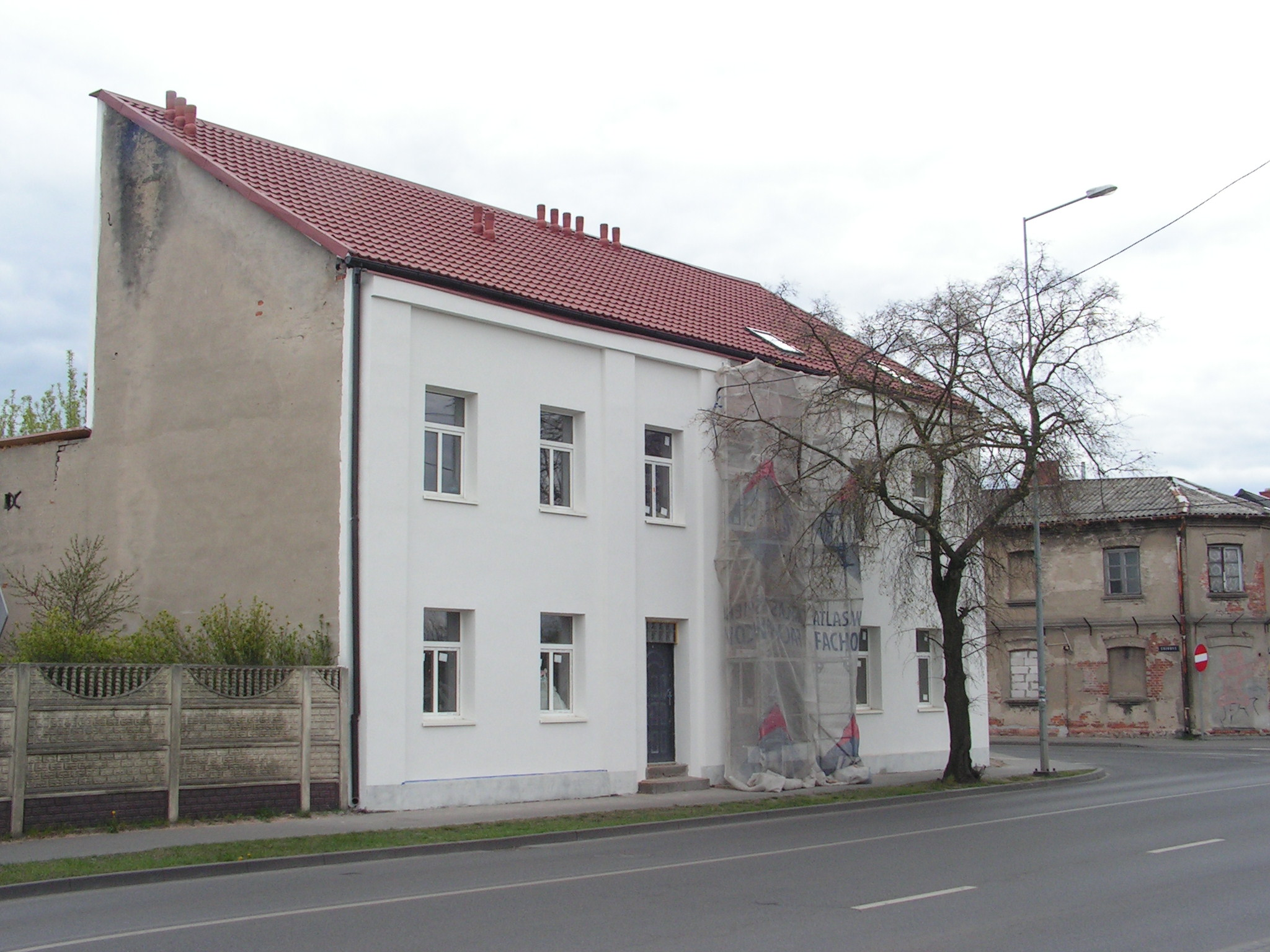
Kamienica z pocz. XX w. przy ul. Kapitulnej 25, w 2020 r. wyremontowana

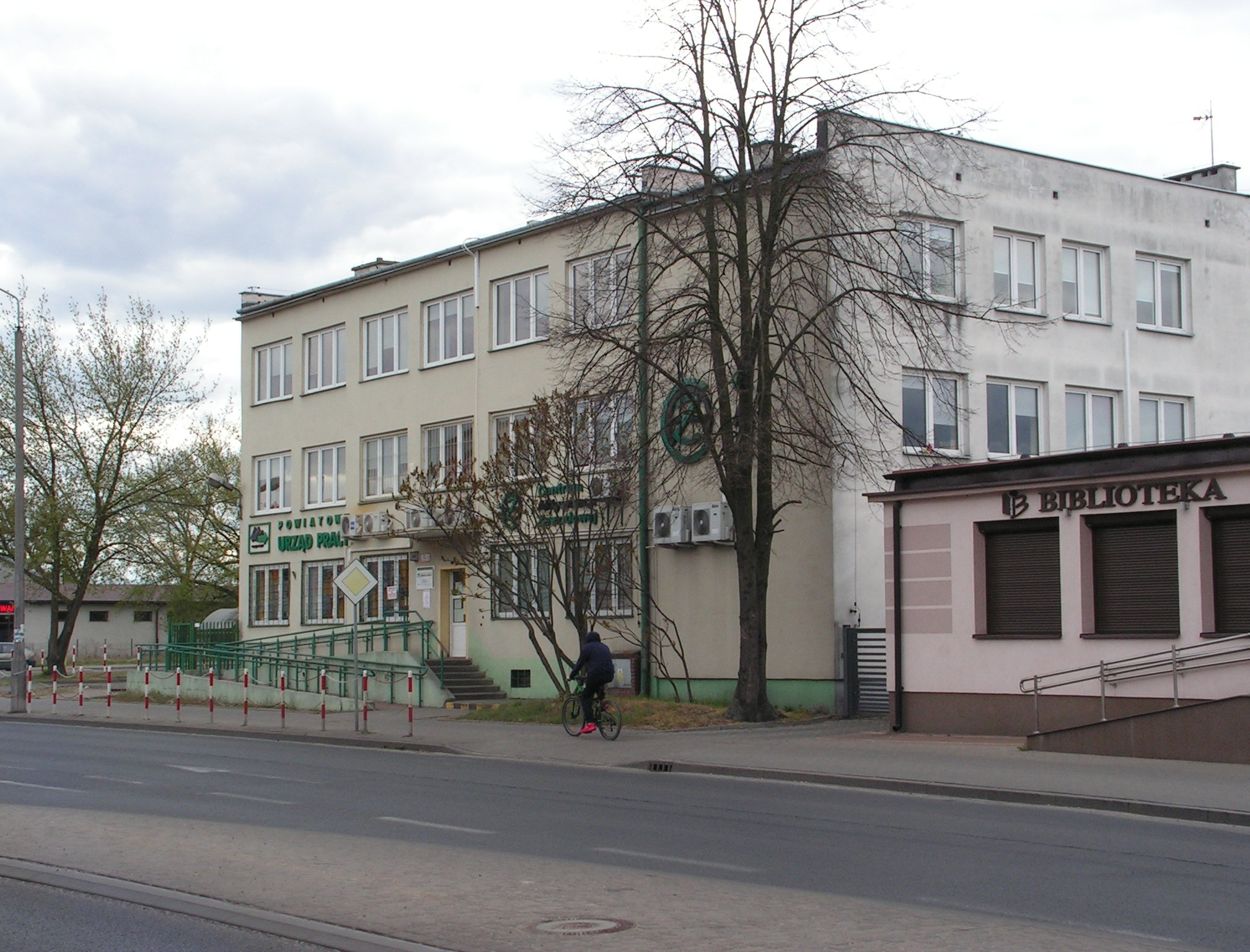
Centrum Aktywizacji Zawodowej - Powiatowy Urząd Pracy przy ul. Kapitulnej 24

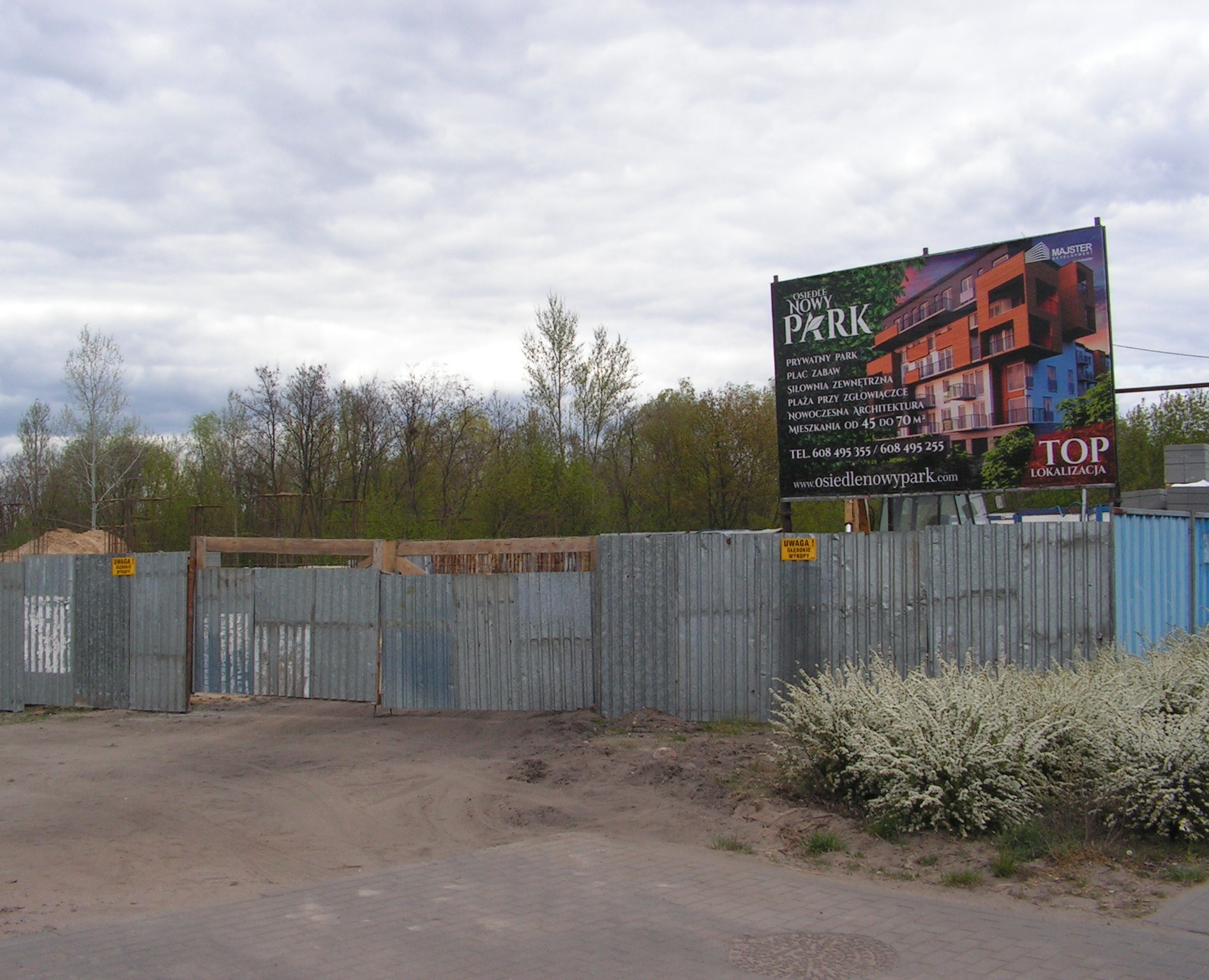
Budowa Osiedla Nowy Park przy ul. Kapitulnej 12A

Dzielnica obejmuje fragment ulicy Kapitulnej (prowadzącej do dawnego młyna Kapitułka) i przyległe do niej ulice Sienną, Niecałą, Miłą, Zimną, Chłodną, Pustą i fragment ul. Długiej. Z ul. Kapitulną skrzyżowana jest ulica Słodowska, prowadząca do osiedla Słodowo. Ulica Zimna powstała dopiero po II wojnie światowej. W okresie PRL-u ulica Kapitulna nosiła nazwę włocławskiego komunisty Jana Polewki, Pusta: Marcina Kasprzaka a Długa: Janka Krasickiego. Nazwy te zostały zmienione uchwałą Rady Miasta z 3 grudnia 1991 roku.
Najstarsze znajdujące się tu domy pochodzą z przełomu XIX i XX wieku. Są to domy pod adresami: Chłodna 51/Kapitulna 27 (połowa XIX wieku); Niecała 5 i Chłodna 40 (II poł. XIX wieku); Chłodna 46-48 (k. XIX wieku); Sienna 10 (1901 r.); Kapitulna 1, 3, 17a, 19-20, 25, 31-32 i 35, Chłodna 5 i 19, Sienna 8 oraz Miła 6, 9 i 20 (pocz. XX wieku); Kapitulna 8/10 (ok. 1915 r.); Kapitulna 31 i 35 oraz Miła 18a (1920 r.) i Chłodna 50 (1930 r.). Wykaz obiektów nieruchomych niewpisany do rejestru zabytków, ujętych w wojewódzkiej ewidencji zabytków wymienia także domy przy ul. Pustej 5 i 25, ale nie podaje daty ich powstania. Dom przy ul. Długiej 65 (obecnie gmach Sądu Okręgowego, wcześniej Sądu Pracy) jest częścią nieistniejącego już zespołu koszar wojskowych z lat 1911-1920 przy ul. Kapitulnej 41 (na rogu z ul. Długą 67/69). Do dzisiejszych czasów nie zachowała się także wspomniana wyżej łaźnia oraz dom z ok. 1900 r. przy ul. Chłodnej 44.
W parterowym domu przy ul. Kapitulnej 22A znajduje się filia nr 7 Miejskiej Biblioteki Publicznej im. Zdzisława Arentowicza we Włocławku. Pod nr 24 znajduje się gmach Powiatowego Urzędu Pracy.
W 2012 r. dokonano przebudowy ulicy Kapitulnej na odcinku od tunelu do ul. Wysokiej. Był to trzeci i zarazem ostatni etap przebudowy całej ulicy. Wcześniejsze etapy wykonano kolejno w 2010 i 2011 roku. Prace wykonały firmy Drogtom i Husar Budownictwo Inżynieryjne. Wartość inwestycji wyniosła 13 mln 161 tys. złotych, z czego 12 mln 436 tys. pokryto ze środków Europejskiego Funduszu Rozwoju Regionalnego. Inwestycja objęła przebudowę jezdni, chodników, zjazdów, zatok autobusowych z wiatami przystankowymi i zatok postojowych. Przy okazji prac przebudowano sieć wodociągową na odcinku ul. Kapitulnej od ul. Okrzei do Wysokiej. W obrębie wiaduktu Miejskie Przedsiębiorstwo Energetyki Cieplnej wybudowało fragment sieci ciepłowniczej. W 2013 r. zburzono wspomniany wyżej gmach dawnej łaźni.
Częścią prac przy ul. Kapitulnej była przebudowa tunelu pod linią kolejową nr 18, łączącego ul. Kapitulną z ul. Okrzei. Oddzielono wówczas tunel dla samochodów od przejścia dla pieszych i rowerzystów. Rozpoczęcie, a następnie ukończenie budowy było kilkukrotnie odkładane w czasie, m.in. przez początkowy brak zgody PKP na przebudowę torów i z powodu osuwającej się skarpy od strony Hotelu Młyn przy ul. Okrzei. Przy okazji inwestycji przebudowano ulicę Słodowską.
Począwszy od 2020 r. przy ul. Kapitulnej 12A powstaje Osiedle Nowy Park. Jest ono budowane w miejscu ruin po dawnych Zakładach Przemysłu Ciągnikowego „Ursus”. Jego budowa ma zostać ukończona w połowie 2021 r. Teren osiedla zajmuje obszar wielkości hektara, aż do rzeki Zgłowiączki, czyli do terenu osiedla Słodowo. W ten sposób Osiedle Nowy Park połączy się z Parkami na Słodowie i Henryka Sienkiewicza. Połowę obszaru zajmą tereny zielone, na których znajdzie się prywatna plaża nad Zgłowiączką, prywatny park, siłownia zewnętrzna i plac zabaw. W budynku w kształcie litery L znajdzie się 112 mieszkań wielkości od 35 do 110 m². Jako atut lokalizacji jest wymieniana bliskość z nowo powstałym Centrum Handlowym Park Kujawia. Wykonanie inwestycji zleca firma MajsterDevelopment.
Nazwę Kokoszka nosi również wybudowane w 2004 r. rondo w rejonie ulic Węglowej, Wiejskiej i Chłodnej.

### Centrum Handlowe Park Kujawia

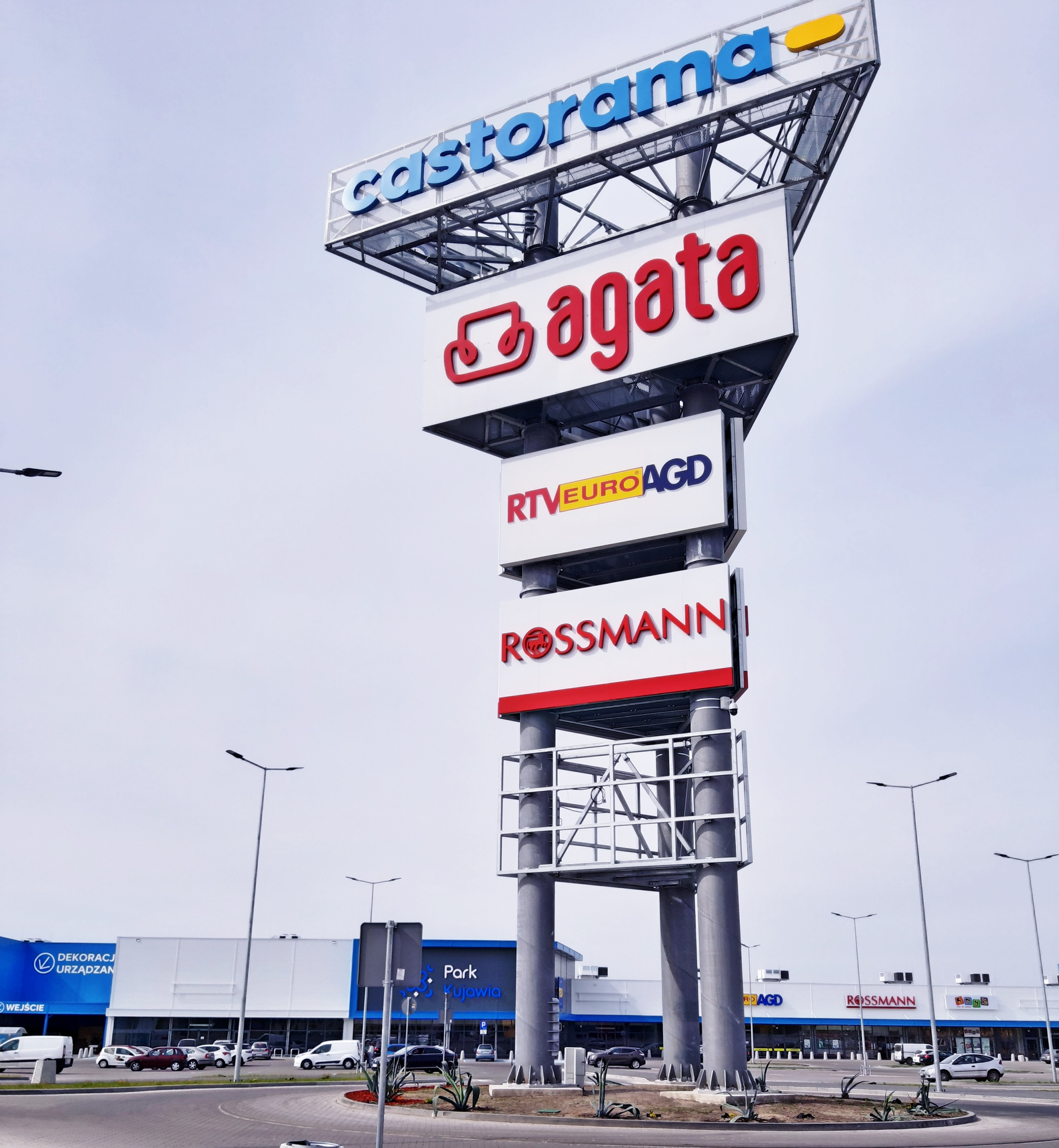
Szyldy na terenie Parku Kujawia

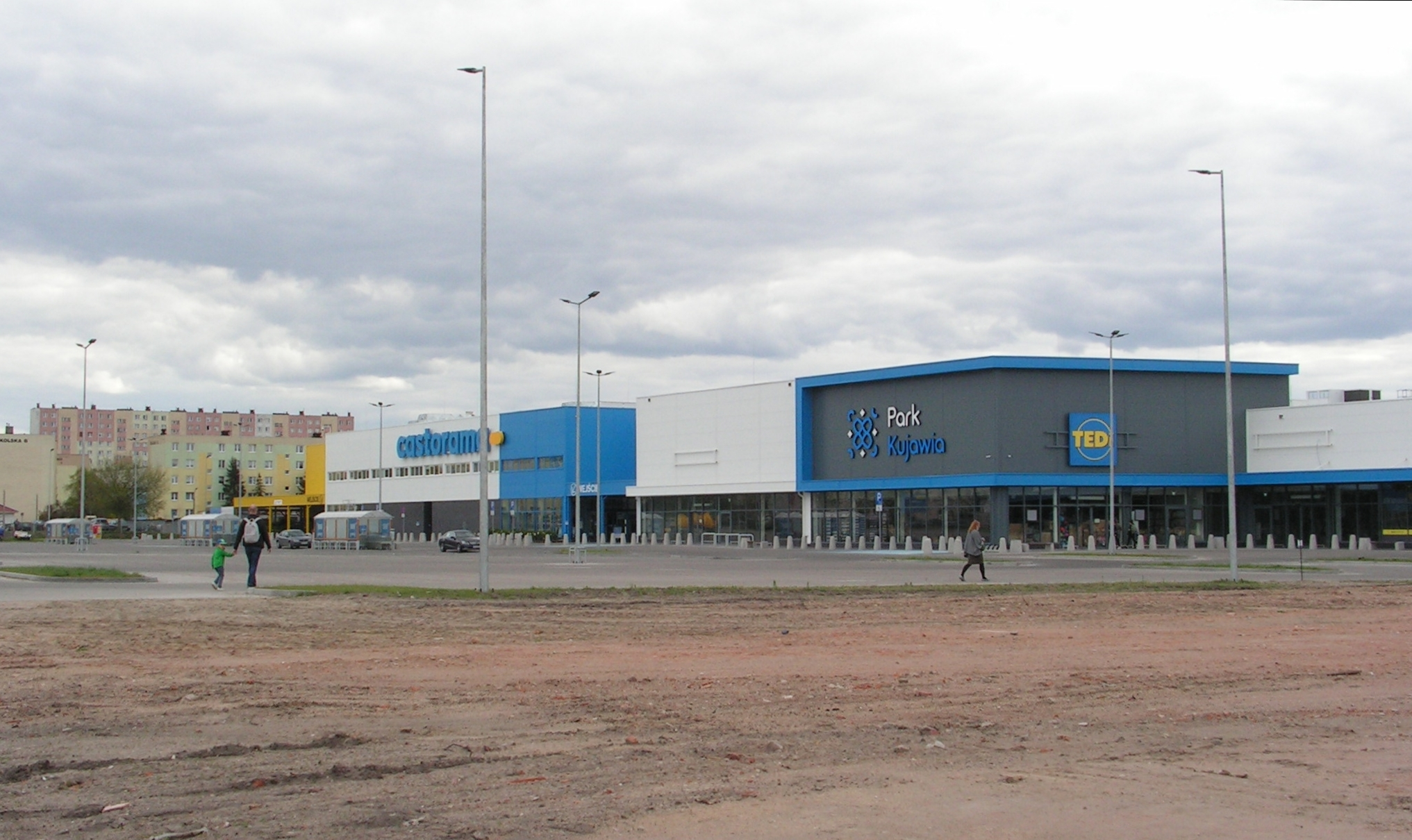
Centrum Handlowe Park Kujawia

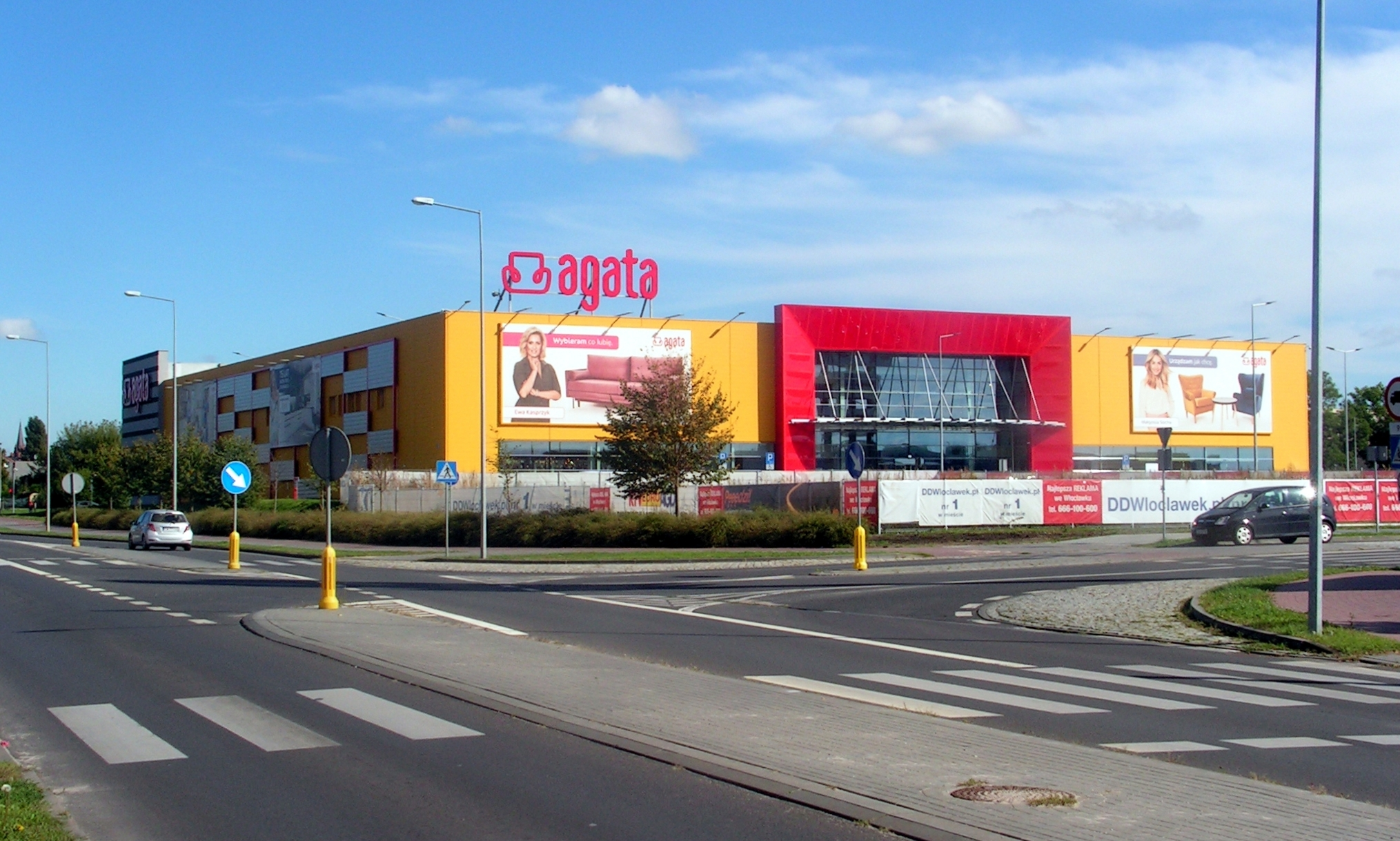
Sklep Agata Meble na terenie Parku Kujawia

W latach 2018–2020 w miejscu dawnych koszar przy zbiegu ul. Kapitulnej i Długiej wybudowano kompleks centrum handlowego Park Kujawia, zajmujący obszar 9 ha, w tym parking mogący pomieścić 300 samochodów. Inwestycję zrealizowała spółki Rank Progress i Omega Investments, właściciel terenu. Wykonawcą generalnym jest firma MirBud S.A.
W Centrum Handlowym Park Kujawia znajdują się sklepy Castorama pod adresem Kapitulna 41 (powierzchnia 10 tys. m²) i Agata Meble pod adresem Kapitulna 39 (7 tys. m²). Otwarcie Castoramy miało miejsce 26 lutego 2020 r., a gościem imprezy była Dorota Szelągowska. Przy okazji otwarcia, sklep Castorama wystawił przy wejściu plastikowe wiaderka z napisem Castorama-Włocławek i datą otwarcia, które miały być upominkiem dla gości imprezy. Część mieszkańców udała się tu tylko po to, by pobrać możliwie największą ilość darmowych wiaderek. Zachowanie mieszkańców zostało nagrane i opublikowane w serwisie YouTube, a następnie stało się źródłem internetowych memów. Opisano je w licznych mediach, w tym tabloidach Fakt i Super Express.
26 lutego miało miejsce otwarcie sklepu Agata Meble, które przyciągnęło 11 tysięcy osób. Jest to 29. sklep tej sieci w Polsce. Wkrótce otworzono tu także sklepy Rossmann, Smyk, Pepco i KiK. Na początku maja otworzono RTV Euro AGD, 8 maja sklep Tedi, zaś 5 czerwca Dealz. W połowie czerwca 2020 r. rozpoczęła się tu budowa trzeciej we Włocławku restauracji McDonald’s, która ma zostać ukończona na początku października. Wciąż oczekiwane jest otwarcie Sali Zabaw Honolulu, salonu Komfort Łazienki oraz sklepu sportowego, którego marki jeszcze nie ustalono. W 2021 roku ma tu powstać następny pawilon handlowy z miejscem na 12 lokali handlowych o powierzchni 100 m² każdy, dyskont Lidl oraz stacja benzynowa z dwoma stanowiskami do darmowego ładowania samochodów elektrycznych.

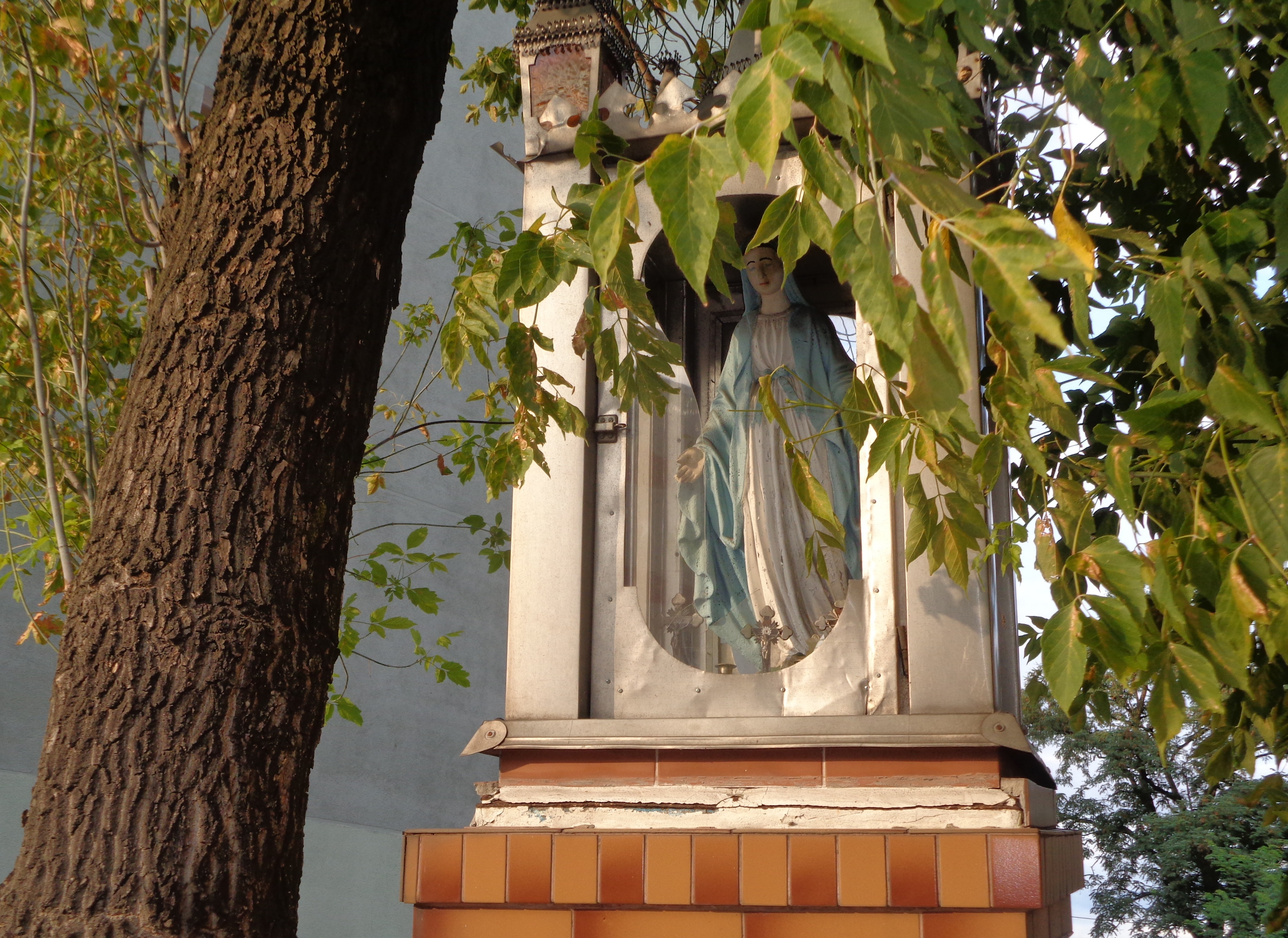
Figura z kaplicy przy ul. Długiej, zniszczona w 2019 r.

### Kapliczki przydrożne
Na terenie osiedla Kokoszka znajdują się dwie kaplice przydrożne. Obie zostały zbudowane w latach 20. XX wieku. Przy ul. Kapitulnej (w pobliżu dom nr 6) stoi kaplica z drewnianą figurą Matki Boskiej w środku. Była remontowana w 1945 i 2018 r. W obecne miejsce została przeniesiona w 2012 r. Druga znajduje się na ul. Długiej, przy bloku mieszkalnym pod nr 24. Wyremontowano ją w 1945 i 2000 r. 26 sierpnia 2019 r. 44-letni mieszkaniec miasta zniszczył te oraz dwie inne kapliczki we Włocławku. Na ul. Kapitulnej wyrzucił figurę na trawnik obok, zaś na ul. Długiej wybił szybę i potłukł statuę. 6 września sprawca sam zgłosił się na policję.

## Galeria

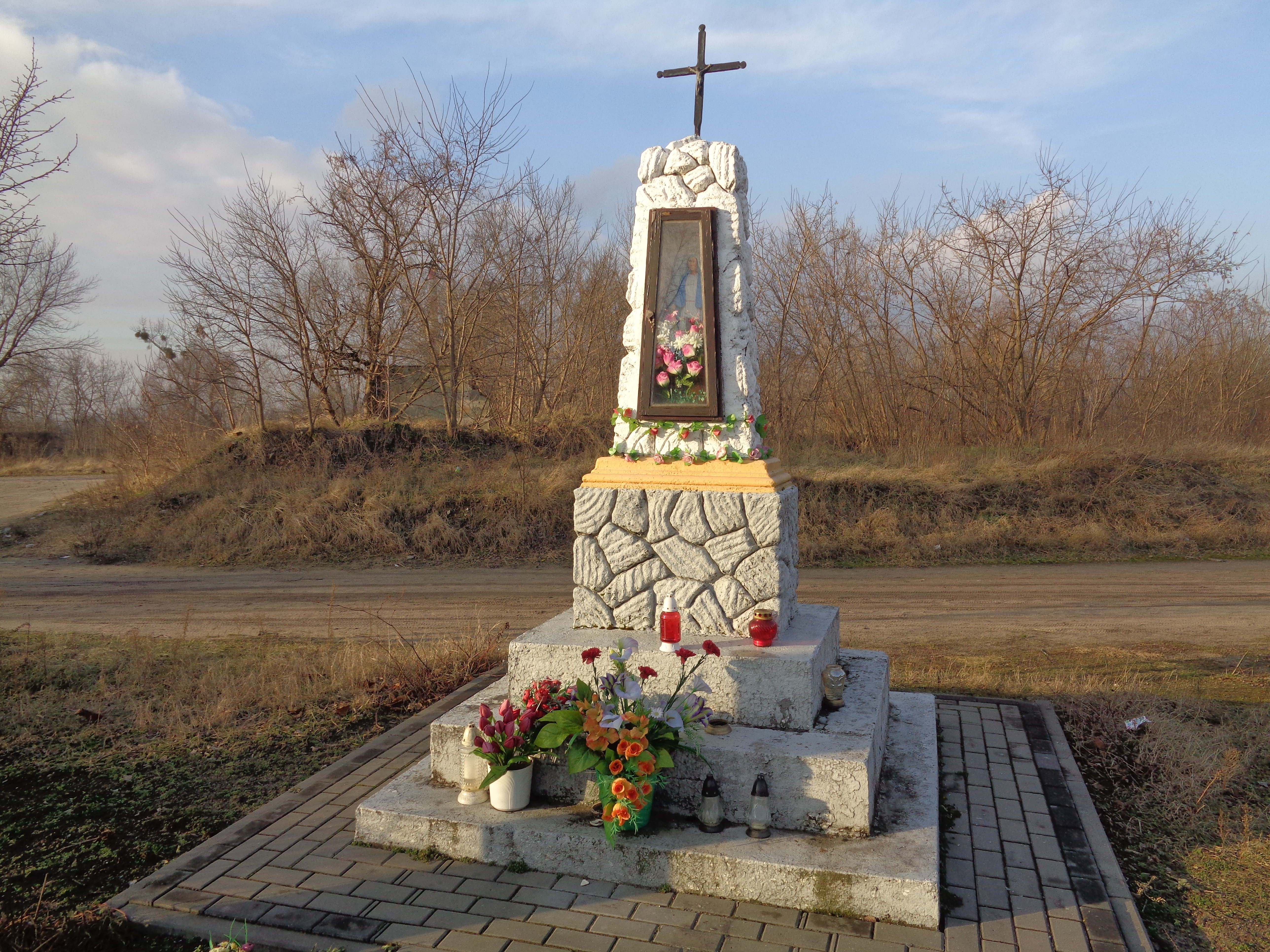
Kaplica przydrożna przy ul. Kapitulnej
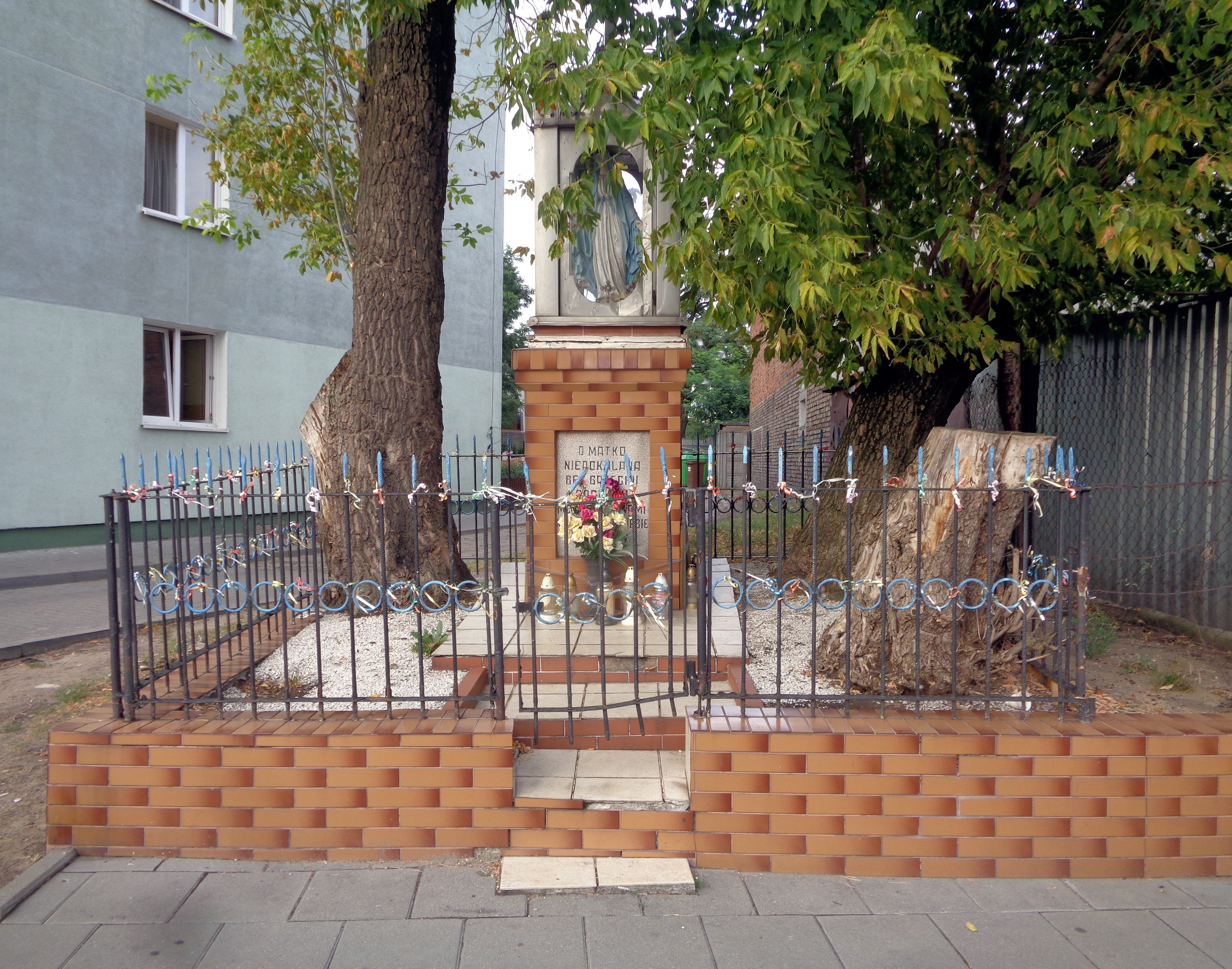
Kaplica przydrożna przy ul. Długiej
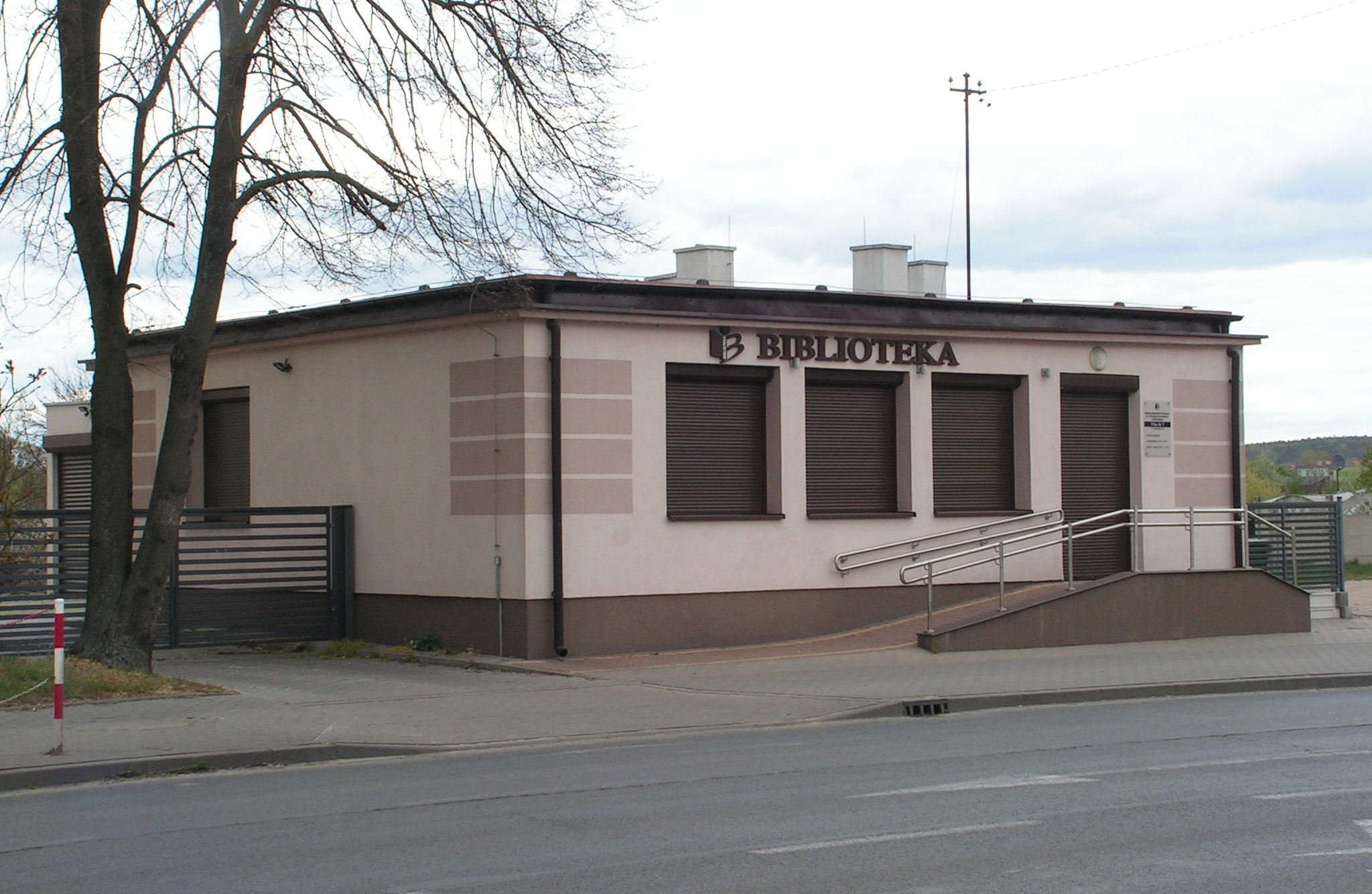
Filia nr 7 Miejskiej Biblioteki Publicznej
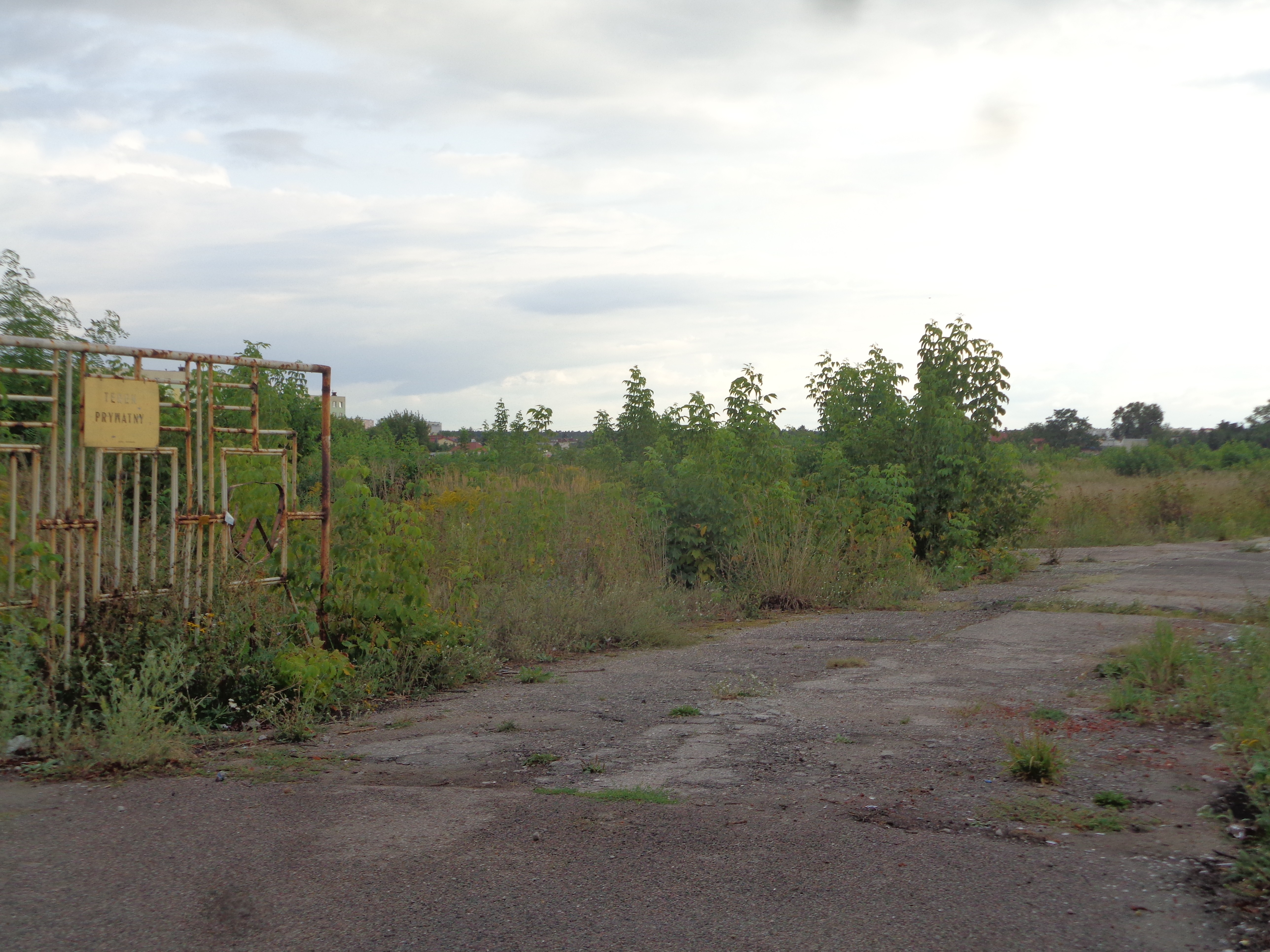
Tereny dawnych koszar, obecnie w tym miejscu stoi Centrum Handlowe Kujawia
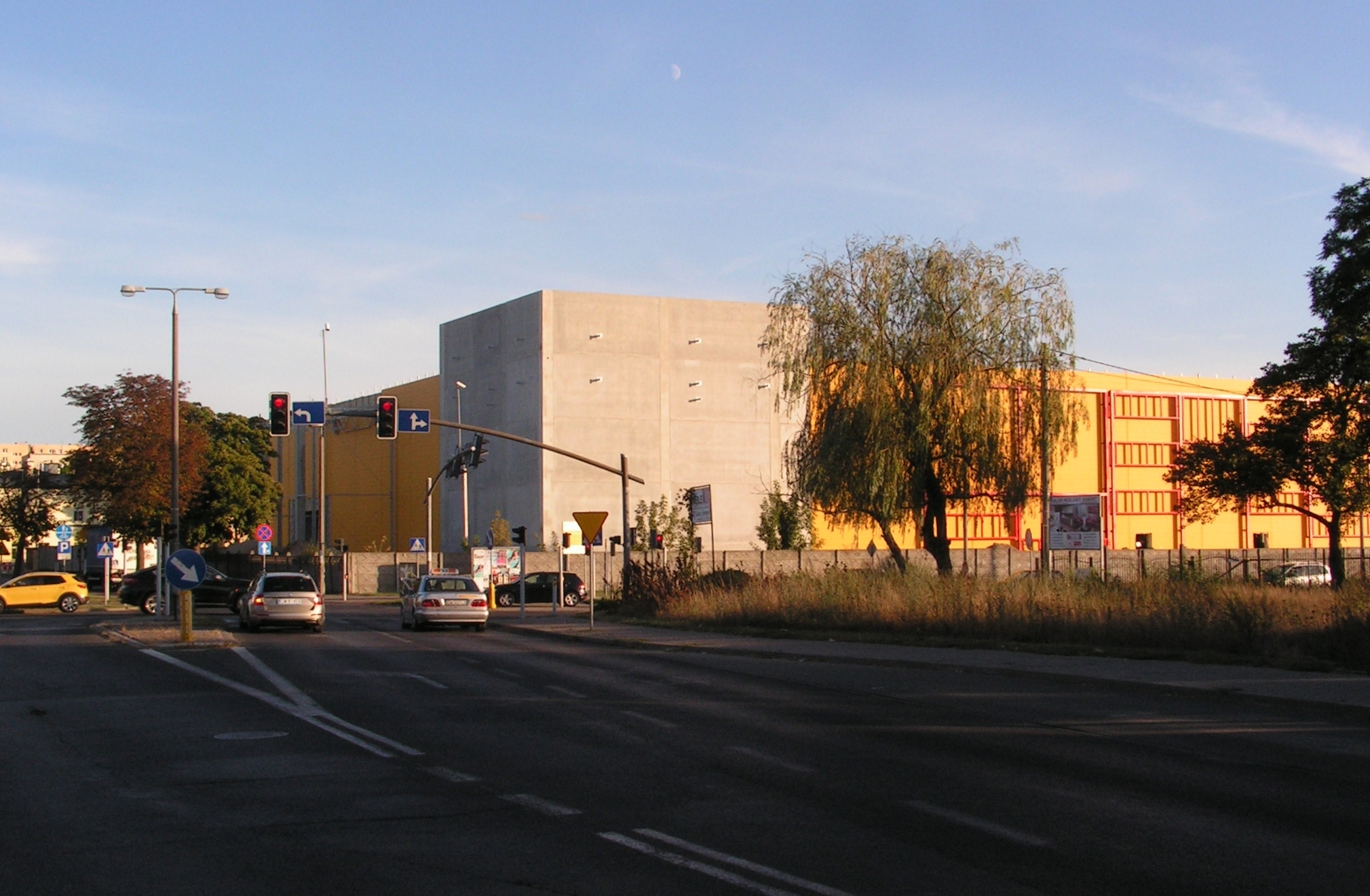
Sklep Agata Meble w trakcie budowy, 2019 r.
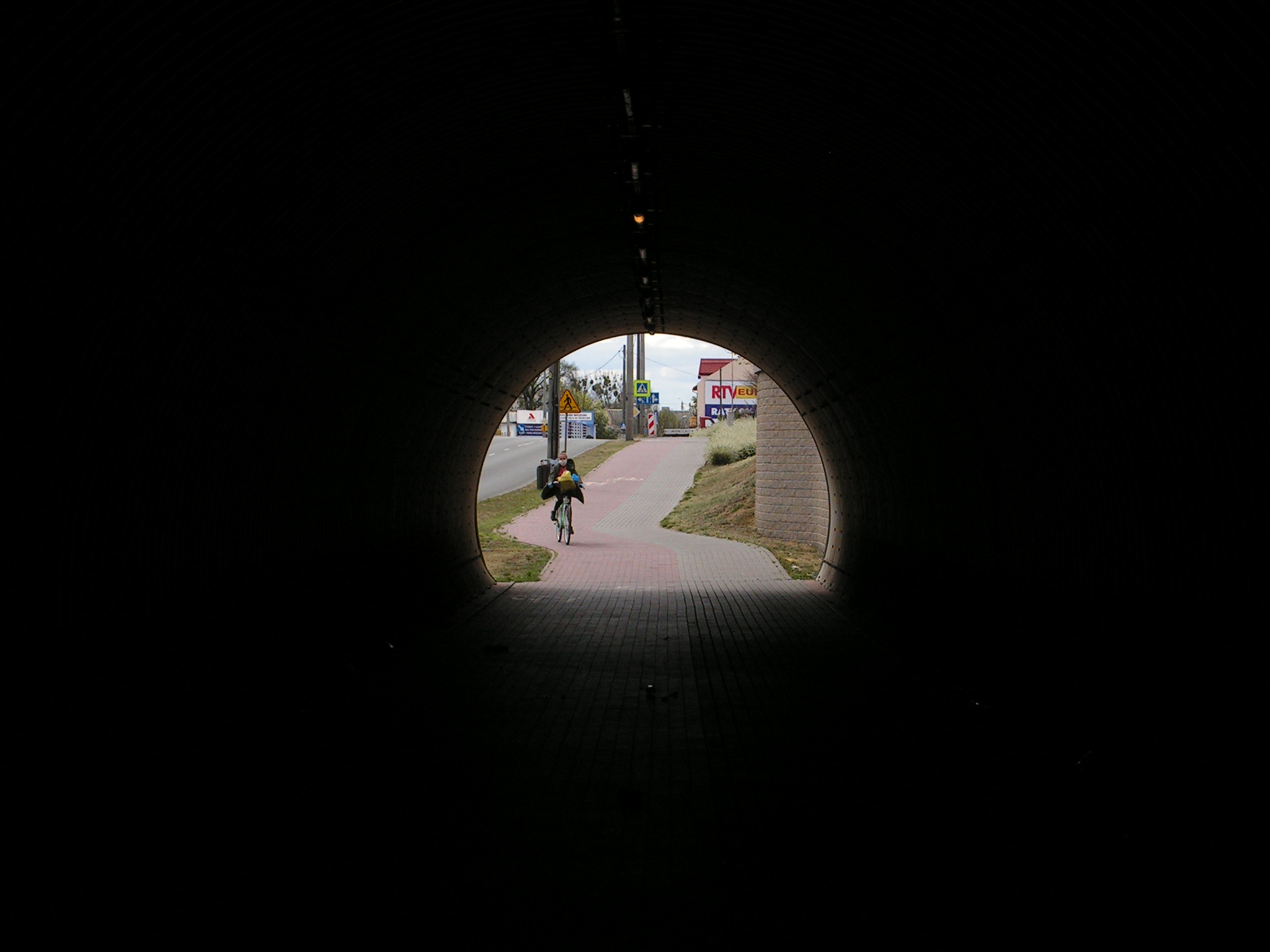
Widok na ul. Kapitulną z tunelu pod linią kolejową nr 18
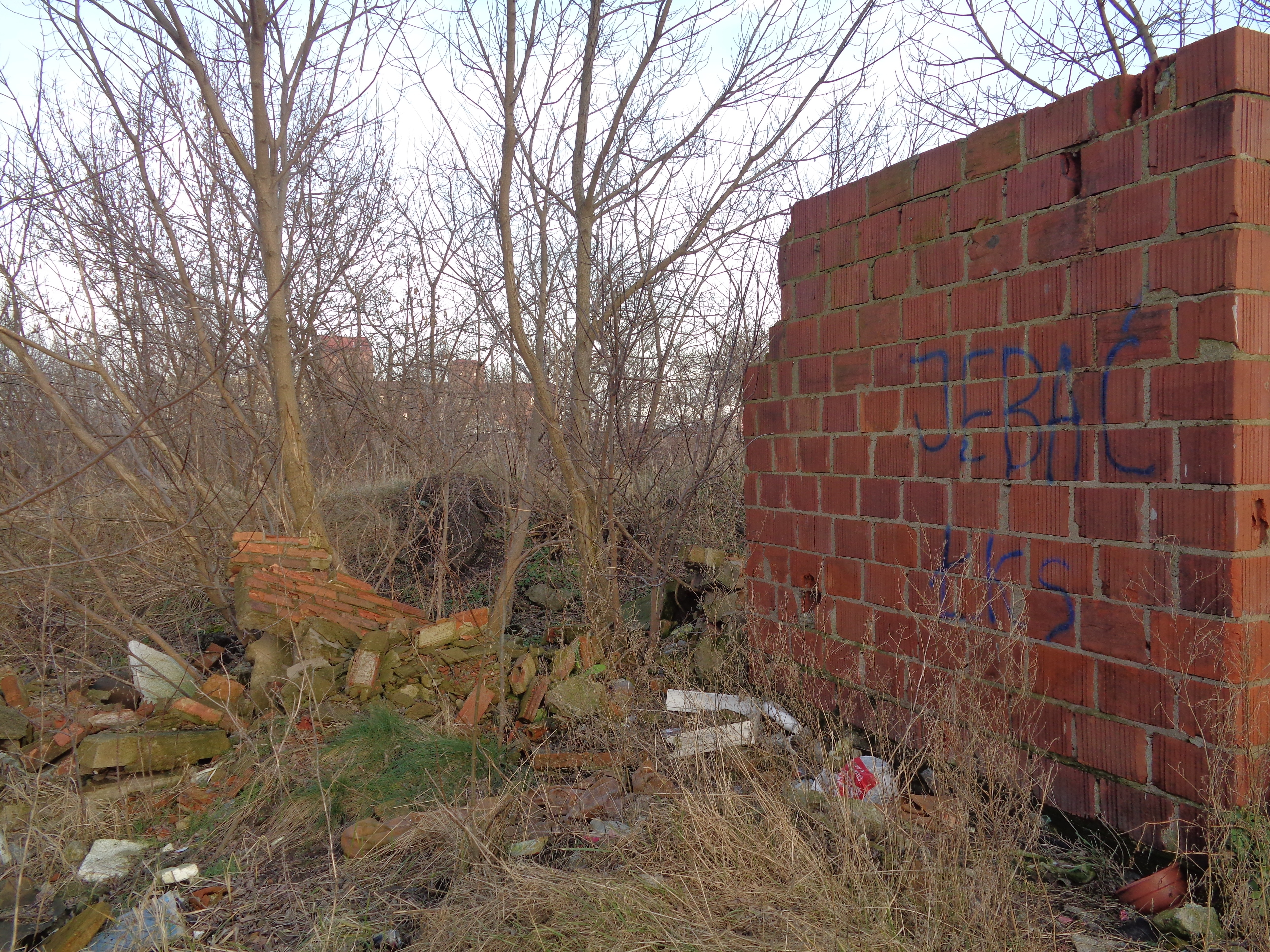
Ruiny byłych zakładów Ursus przy ul. Kapitulnej, obecnie powstaje tu Osiedle Nowy Park
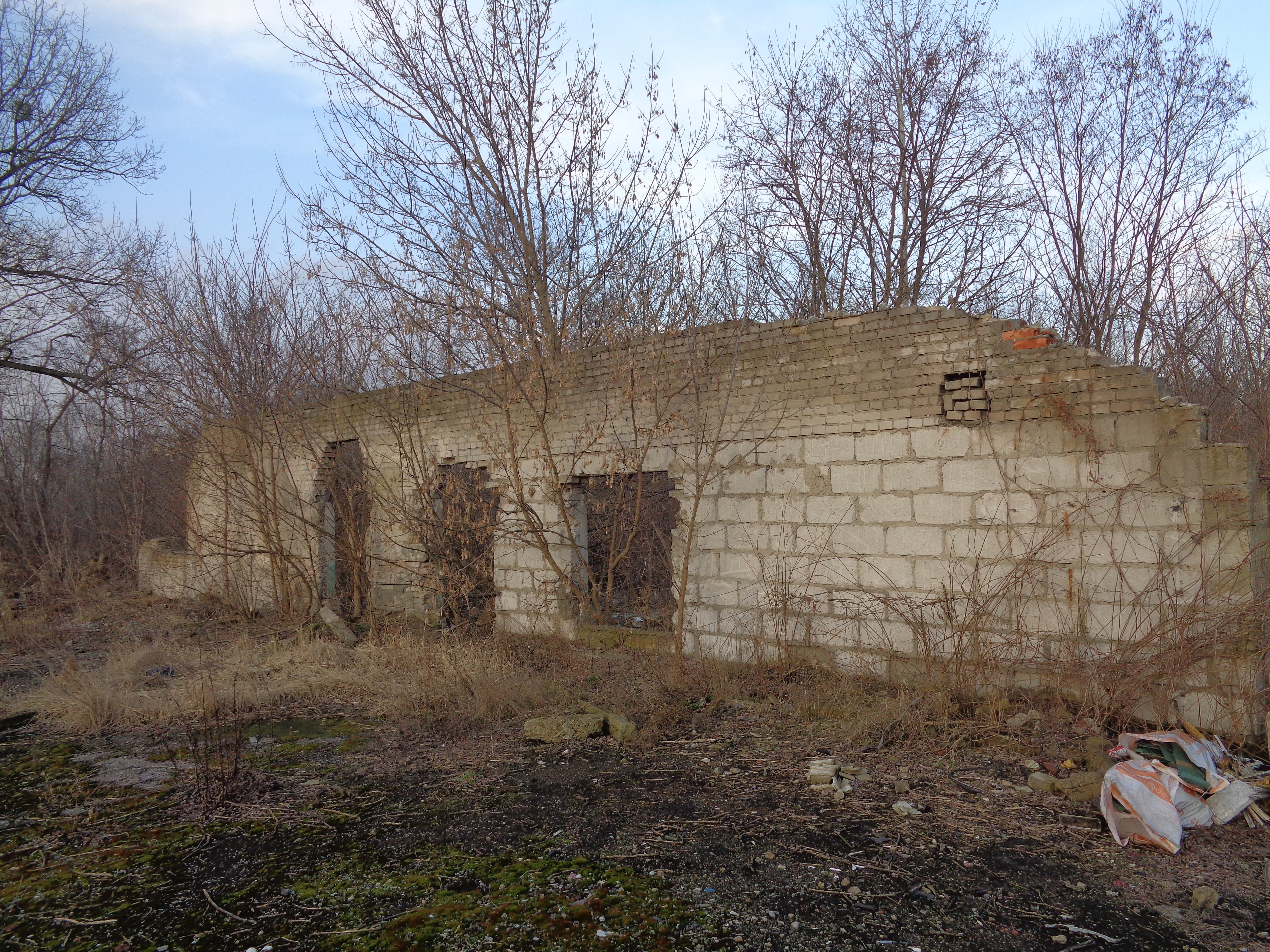
Ruiny byłych zakładów Ursus przy ul. Kapitulnej, obecnie powstaje tu Osiedle Nowy Park